# Écophyto

Logo des plans Écophyto

Le plan Écophyto est une stratégie gouvernementale française de réduction d'usage, agricole et non agricole, des pesticides (herbicides, insecticides, fongicides). Plusieurs versions de ce plan existent, Écophyto 2018, Écophyto 2, Écophyto 2+ et Écophyto 2030. 
En février 2024, le gouvernement Gabriel Attal annonce la suspension de ce plan, en réponse au mouvement des agriculteurs en colère.

## Histoire

### Cadre et éléments de contexte
- « Plan interministériel de réduction des risques liés aux pesticides » (PIRRP), antérieur ;
- « Expertise scientifique collective » (ESCo) (de décembre 2005, faite par l'Institut national de la recherche agronomique (INRA) et le Cemagref[1]) pour les ministères de l'Agriculture. Étude conjointement suivie par la Direction générale des politiques agricoles, agroalimentaires et des territoires (DGPAAT) du Ministère de l'alimentation, de l'agriculture et de la pêche (MAAP) et la Direction de l'eau et de la biodiversité (DEB) du Ministère de l'Écologie, de l'Énergie, du Développement Durable et de la Mer (MEEDDM).

Cette étude concluait à l'urgente nécessité de réduire l'usage des pesticides pour maîtriser les contaminations de l'environnement qu'ils induisent, tout en signalant le manque de données publiées sur les pratiques actuelles des agriculteurs.
- Enquêtes « Pratiques culturales » (PC) 1994 et 2001, 2006 (9 cultures[2] sur 12 900 parcelles), et première enquête viticole de ce type (sur 5 195 parcelles, de 10 vignobles)[3]. Une enquête fruits et légumes a été annoncée pour 2010 et 2012, car aucune statistique nationale représentative n'était disponible pour ces productions.
- Adoption de la directive 2009/128/CE du Parlement européen et du Conseil du 21 octobre 2009 sur l'utilisation des pesticides, dite d'« utilisation durable du pesticides », visant un usage des pesticides plus compatible avec le développement durable, et imposant des plans d’action nationaux de réduction des pesticides[4]. 2006 a été retenu par l'INRA comme année de référence pour le plan Écophyto.
- Étude « Écophyto R&D » de l'INRA (rendue en 2010). Elle a mobilisé 80 experts (intuitu personae) de plus de 30 organismes. Ceux-ci ont travaillé en huit groupes (méthode, production par type de productions, scénario d'évolution de l’utilisation de pesticides, jeux d'acteurs, réseau de dispositifs expérimentaux).

### Écophyto 2018
Le plan Écophyto 2018, ou plan Écophyto I, est l'une des mesures issues du Grenelle de l'environnement de 2007, qui vise la réduction de moitié de l'usage des pesticides à l'horizon 2018. Ecophyto 2018 est repris par le second Plan national santé environnement en 2009.
Ce plan vise principalement à réduire de 50 % l’usage des produits phytosanitaires sur la période 2008 - 2018, ainsi qu'à retirer du marché certaines préparations contenant les 53 substances actives les plus préoccupantes, dont 30 avant la fin de l’année 2008.
En 2014, le gouvernement confie au député Dominique Potier une mission parlementaire pour rénover le plan Écophyto 2018,.

### Écophyto 2
En octobre 2015, constatant que l'objectif ne peut pas être tenu pour 2018, le plan Écophyto 2 , publié le 26 octobre 2015, reporte l'échéance à 2025,.

### Écophyto 2+
À la suite de l'annonce du 22 juin 2018 pour une sortie du glyphosate d’ici à fin 2020, le plan Écophyto 2 intègre dans son plan d’actions élaboré le 25 avril 2018, un objectif de sortie du glyphosate et se renomme Écophyto 2+. Jugé insuffisant et trop lent au regard de la progression de l'utilisation des produits phytosanitaires dont le glyphosate, les ONG environnementales doutent de l'efficacité de cette troisième version du plan Écophyto.
En novembre 2018, le plan Écophyto II+ renforce le plan précédent en intégrant le plan d’actions du 25 avril 2018 sur « les produits phytopharmaceutiques et une agriculture moins dépendante aux pesticides » d’une part, et celles du « plan de sortie du glyphosate » du 22 juin 2018 d’autre part,.

### Écophyto 2030
En décembre 2023, une commission d’enquête parlementaire déplore l’« impuissance publique » à réduire l'usage des pesticides, ce qui représente une menace majeure pour la ressource en eau potable et a un impact la biodiversité comme la pollinisation. Le rapport révèle la fermeture de 4 300 points de captage d'eau potable sur la période 1980 et 2019, pour cause de pollutions principalement dues aux nitrates et aux pesticides, entraînant une augmentation du coût du traitement pour rendre l’eau potable. La commission juge que les moyens politique accordés à la prévention de la pollution sont insuffisants, « au regard du coût phénoménal de la réparation des impacts sur la santé environnementale et la fertilité des sols »
En 2023, les indicateurs d’utilisation de pesticide sont au même niveau qu’en 2009.
En 2024, dans une nouvelle version du plan Écophyto, l'échéance de réduction de moitié l’usage des pesticides est reportée à 2030, par rapport à la période 2015-2017.
En février 2024, le gouvernement de Gabriel Attal annonce la suspension de ce plan, en réponse aux manifestations du monde agricole.
Le plan est modifié en mai 2024, il consiste principalement au remplacement de l'indicateur du suivi de l'utilisation des pesticides (le NODU) par un indicateur critiqué par des scientifiques du domaine (le HRI). D'autre part, le plan prévoit le financement de recherches afin de trouver des solutions alternatives aux pesticides les plus dangereux.

## Moyens, méthode
Pour atteindre l'objectif d'Écophyto 2 qui est d'atteindre en 2025 50 % de réduction de l'usage des phytosanitaires (et −25 % en 2020) : 
- généraliser les bonnes pratiques agricoles économes en produits phytosanitaires (dont l'agriculture biologique) ;
- s'appuyer sur la recherche & l'innovation et les retours d'expérience pour développer des systèmes de production viables et diffusables permettant cette réduction ;
- communiquer ;
- former ;
- renforcer des réseaux de surveillance des « bioagresseurs » pour adapter au mieux les traitements en développant l'épidémiosurveillance ;
- renforcer la connaissance des effets indésirables des produits phytosanitaires sur les cultures et l’environnement.
- le 27 avril 2016 un décret (précisant l'ordonnance 2015-1244 du 7 octobre 2015) est mis en consultation (27 avril–18 mai). Il doit organiser les « certificats d'économie des produits phytosanitaires » (ou CEPP, l'une des innovations du plan Écophyto 2, en vigueur le 1er juillet 2016 (jusqu'au 31 décembre 2021 au moins ; période où les ventes de pesticides (pesticides, fongicides, herbicides) doivent diminuer de 20 % (avec dérogation pour les « produits de biocontrôle »). Tous les distributeurs et négociants de produits phytosanitaires sont concernés, sous peine de pénalité forfaitaire (de 5 euros par certificat absent). L'année de référence est calculée sur une moyenne de trois années parmi les cinq dernières, excluant les années de ventes les plus faibles et les plus fortes. L'évaluation sera basée sur la baisse du nombre de dose unité (NODU), ou par des points d'équivalence attribués à des fiches CEPP (que le bulletin officiel du ministère de l'Agriculture publiera peu à peu).

## Formation
Avant la loi Grenelle II, une partie au moins du personnel de certaines entreprises vendant ou utilisant les pesticides les plus toxiques devaient détenir un Certificat Individuel (certificat d'applicateur élargi et devenu « Certiphyto »), obtenu sur titre (si la personne a un certain niveau de formation ; ingénieur agronome ou forestier par exemple), après un test et/ou après une formation spéciale (délivrée par un Organisme de Formation habilité par les services de l'État, liste disponible auprès des DRAAF).
La formation « aborde différents points comme  savoir réagir en cas d'intoxication, connaître les risques de transfert dans l’environnement ou bien gérer les résidus. Cette formation permet aussi d’échanger sur des méthodes alternatives et sur les principes de la lutte biologique (désherbage mécanique, auxiliaires des cultures, plantes herbicides naturelles) ».
À partir du 1er octobre 2013, un nombre plus important d'acteurs du domaine devra avoir reçu une formation validée par ce certificat. 
Les catégories concernées sont :
- des utilisateurs à titre professionnel de produits phytopharmaceutiques ;
- des décideurs en exploitation agricole (obligatoire au 26 novembre 2015) ;
- des opérateurs en travaux agricoles (applicateurs de pesticides, applicateurs opérationnels[19]) ;
- tous utilisateurs à titre professionnel de produits phytopharmaceutiques ;
- des décideurs en travaux et services ;
- des opérateurs en travaux et services ;
- ceux qui mettent en vente ou vendent des pesticides « grand public » ;
- ceux qui mettent en vente ou vendent des pesticides « professionnels » ;
- ceux qui font du conseil à l'utilisation de pesticides.

## Organisation
Le plan doit être décliné aux échelles locales, via notamment des « comités régionaux d’organisation et de suivi » (CROS), sous l'égide des DRAAF. 

### Accompagnements
Cette section ne s'appuie pas, ou pas assez, sur des sources secondaires ou tertiaires indépendantes du sujet. Le texte peut contenir des analyses inexactes ou inédites de sources primaires.
Pour l'améliorer, ajoutez-en, ou placez des modèles {{Source secondaire souhaitée}} ou {{Source secondaire nécessaire}} sur les passages mal sourcés. (décembre 2022)
Divers organismes de formation (CNFPT, CIFP, IFORE) accompagnent le dispositif (ou l'ont depuis quelques années anticipé), de même que certaines agences (Agences de l'eau) et organismes FREDON mission gestion différentiée).
Par exemple, l'Agence de l'eau Artois-Picardie propose aux collectivités une « Charte d’entretien des espaces verts communaux » qui est à la fois un guide de bonnes pratiques et un document d'engagement. En signant cette charte, les collectivités s'engagent à d'abord réduire significativement l'usage des herbicides avec un seuil à atteindre en moins de trois ans, avec :
- respect des règles de sécurité pour l’usage des phytocides (matériel agréé, bien réglé, avec formation des agents…) ;
- plan de désherbage communal ;
- utilisation de techniques alternatives sur au moins 50 % des zones à risque ;
- prise en compte du « désherbage » là où il est nécessaire dans les projets d’aménagement ;
- actions de sensibilisation du public (jardiniers amateurs...) en particulier dans le cadre de l'action « Jardiner autrement ».

Puis la commune peut viser le « zéro pesticide » (« niveau 5 » de la charte).
Cette charte ouvre droit à des aides financières de l'agence pour l'achat de matériel, des plans de désherbage alternatif.

## Indicateurs
En France, les principaux indicateurs sont : 
Cette section ne s'appuie pas, ou pas assez, sur des sources secondaires ou tertiaires indépendantes du sujet. Le texte peut contenir des analyses inexactes ou inédites de sources primaires.
Pour l'améliorer, ajoutez-en, ou placez des modèles {{Source secondaire souhaitée}} ou {{Source secondaire nécessaire}} sur les passages mal sourcés. (décembre 2022)

### Le nombre de doses unités (NODU)
Le NODU est un indicateur national. Il concerne toutes les cultures. Il vise à approcher la mesure de l'intensité du recours aux pesticides, en limitant un biais fréquent qui est dû au fait que nombre de  substances actives ont été depuis 10 ou 20 ans remplacées par d'autres molécules bien plus efficaces et à des doses plus faibles, qui font que le tonnage utilisé par an n'est plus un indicateur pertinent.
L'évolution inter-annuelle du NODU sera l'indicateur de suivi du plan Écophyto. Il est calculé annuellement à partir des données de ventes transmises par les distributeurs secondaires (dans le cadre de la redevance sur les pollutions diffuses), stockées dans une Banque nationale des ventes des distributeurs (BNV-D) sous l'égide du MAAF et de la DGAL (Service de la statistique et de la prospective  ou SSP).
Cet indicateur ne prend pas en compte les pesticides apportés avec les semences enrobées.
L'indicateur est abandonné du plan Ecophyto en mai 2024 . Il est remplacé par le HRI.

### L'indice de fréquence de traitement (IFT)
Il comptabilise le nombre de doses de substance active homologuées utilisées par hectare et par campagne. Ainsi lorsque l'on réalise un traitement avec un mélange de deux produits l'IFT doit être calculé pour les deux substances actives. Il peut être calculé à l’échelle de la parcelle ou de l’exploitation et selon le type de produit phytosanitaire (herbicide et hors herbicide).
Il se calcule selon la formule suivante : IFT = (Dose de substance active appliquée × Surface traitée) / (Dose de substance active homologuée × Surface totale de la parcelle) en supposant que les dosages recommandés lors de l'homologation du produit pour chaque usage sont respectés par les utilisateurs.

### L'équivalence toxique
Le facteur d'équivalence toxique est plutôt utilisé par les agences de l'eau, et utile pour le calcul d'écotaxes.

### Autres indicateurs
Les dates et lieux de traitements, la rémanence du produit et de ses produits de dégradation et métabolites, ainsi que les contextes écopaysagers et hydrogéologiques sont également à prendre en compte, car ils ont une influence importante sur les impacts écotoxiques.

## Certificats d'économie de produits phytosanitaires (CEPP)
Ils sont conçus sur le modèle des certificats d'économies d'énergie, mais  ils ont été bloqués par le Conseil d'État pour des questions de procédures. 
Ils ont été fin décembre 2016 intégrés dans le projet de loi Potier sur l'accaparement des terres agricoles et le développement du biocontrôle qui devrait être votée en 2017

## Évaluation
Pour la première fois, entre 2014 et 2015, l'utilisation des produits phytosanitaires connaît une baisse : Le NODU (nombre de doses unités) a diminué de 2,7 % de 2014 à 2015. Ce progrès ne concerne que les zones agricoles. Le bilan du NODU triennal est de +4,2 % et en 2014, le NODU avait augmenté de 9,4 % par rapport à 2013, et de 5,8 % entre 2012 et 2014 alors que le plan Écophyto 2 vise une baisse de 25 % en 2020, et de 50 % en 2025. Selon Stéphane Le Foll « Dans les fermes Dephy, la baisse est en moyenne de 18 % par rapport à 2013-2015, sans diminution de la productivité ni de la marge » ce réseau de 3 000 fermes (en 2017) qui cherche à atteindre 30 000 participants (l'équivalent de presque une ferme par commune) montre qu'il est possible d'utiliser moins de pesticides même en culture intensive.
Concernant les JEVI (Jardins, Espaces Végétalisés, Infrastructures) une diminution des ventes de doses de -14 % a été observée pour l'année 2015.
En 2018, lors du bilan à 10 ans, le constat est celui d'un échec : l'utilisation des pesticides, au lieu de diminuer, a augmenté de 22 % et le modèle agricole français demeure très dépendant des pesticides, en raison de l'influence de l'industrie agroalimentaire et de la grande distribution sur les agriculteurs.
Les dépenses engagées par le plan écophyto sont estimées en avril 2019 à 700 millions d'euros, pour un résultat très faible. L'échec du plan est consécutif, selon Stéphane Foucart, à l'absence de prise en compte, pourtant recommandée par les scientifiques, des coûts cachés ou externalités négatives des pesticides, soit « combien coûte à la collectivité l’utilisation actuelle de ces produits, en plans de réduction de leurs usages, mais aussi en soins médicaux, en assainissement des eaux, en érosion des services gracieusement offerts par les écosystèmes, voire en frais d’acquisition de connaissances ». 

## Prise de position
Le syndicat agricole majoritaire, la FNSEA, conteste l'objectif du plan Écophyto, dans un contexte reglementaire déloyales sur le marché concurrentiel mondial. La Confédération paysanne soutient ce plan.